# Viva la Vida or Death and All His Friends
Viva la Vida or Death and All His Friends (spanisch bzw. englisch für: „Es lebe das Leben oder der Tod und all seine Freunde“) ist das vierte Studioalbum der britischen Pop-Rock-Band Coldplay. Es erschien 2008 bei Parlophone.

## Entstehung
Bereits 2007 gab es Spekulationen über einen Nachfolger des 2005 erschienenen Albums X&Y. Aufgrund der Unzufriedenheit der Band mit dem bis dato fertiggestellten Material wurde alles wieder verworfen und ein neuer Veröffentlichungstermin für das Frühjahr 2008 angesetzt. Dieser wurde letztendlich erneut verschoben. Unter der Überschrift Prospekt wurden auf der Website von Coldplay zwei neue Songs – Famous Old Painters und Glass of Water – angekündigt. Dies führte zu der Mutmaßung, dass Prospekt der Titel des neuen Albums sei.
Coldplay arbeitete an diesem Album zusammen mit Brian Eno, der schon den Musikstil ihres Albums X&Y beeinflusste. Die erste Single Violet Hill erschien am 6. Mai 2008. Im Rahmen einer Veröffentlichungsstrategie entschloss sich die Band, den Song ab dem 29. April für eine Woche zum kostenlosen Download auf ihrer Website anzubieten. Innerhalb weniger Tage wurde dieser bereits millionenfach heruntergeladen, was zu einem kurzzeitigen Serverabsturz führte. Der Song war außerdem kostenlos der Mai-Ausgabe des britischen Musikmagazins New Musical Express in Form einer Vinyl mit dem weiteren Titel A Spell a Rebel Yell beigelegt.
Das Album ist als eine Art Endlosschleife produziert, da sich Death and All His Friends oder The Escapist und Life in Technicolor nahtlos aneinanderfügen lassen. Die Songs wurden von Coldplay geschrieben; einzig bei Life in Technicolor und The Escapist wirkte Jon Hopkins mit. Zudem sind mit Chinese Sleep Chant im Titel Yes und The Escapist in Death and All His Friends zwei Hidden Tracks auf dem Album enthalten.

## Veröffentlichung
Die Erstveröffentlichung von Viva la Vida or Death and All His Friends erfolgte am 13. Juni 2008 bei Parlophone. Es erschien zeitgleich in seiner Originalausführung als CD (Katalognummer: 2121140) und LP (Katalognummer: 2121141) mit zehn Titeln. Am 21. November desselben Jahres erschien die sogenannte „Prospekt’s March Edition“, der die gleichnamige EP mit acht Titeln beilag.

## Artwork

Die Freiheit führt das Volk von Eugène Delacroix, 1830

Als Albumcover wurde das Bild Die Freiheit führt das Volk von Eugène Delacroix aus dem Jahre 1830 verwendet. Das Gemälde verdeutlicht das zu dieser Zeit vorherrschende Streben nach Freiheit der Bevölkerung und stellt die Straßenschlachten der Julirevolution dar, in der sich Bürger trotz hoher Verluste im Kampf um Freiheit und Mitspracherecht gegen die absolutistische Herrschaft Karls X. durchsetzten. Über Die Freiheit führt das Volk wurde für das Album der Schriftzug Viva la Vida „gepinselt“.

## Titelliste

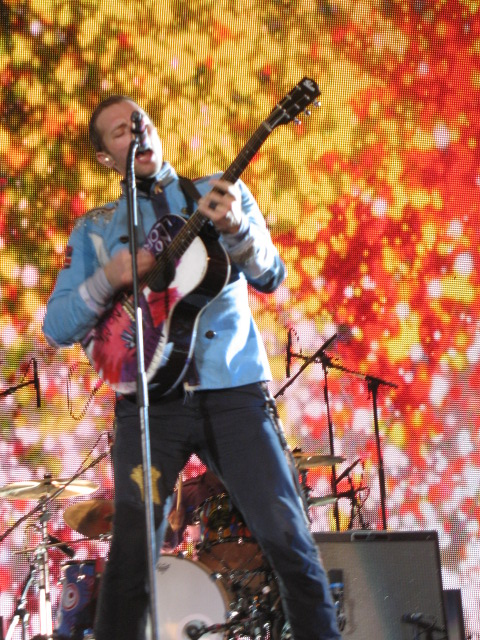
Coldplay bei einem Konzert der Viva-la-Vida-Tour (2010)

1. Life in Technicolor (Guy Berryman, Jonny Buckland, Will Champion, Chris Martin, Jon Hopkins) – 2:28
2. Cemeteries of London (Guy Berryman, Jonny Buckland, Will Champion, Chris Martin) – 3:21
3. Lost! (Guy Berryman, Jonny Buckland, Will Champion, Chris Martin) – 3:55
4. 42 (Guy Berryman, Jonny Buckland, Will Champion, Chris Martin) – 3:57
5. Lovers in Japan/Reign of Love (Guy Berryman, Jonny Buckland, Will Champion, Chris Martin) – 6:50
  - Lovers in Japan (Guy Berryman, Jonny Buckland, Will Champion, Chris Martin) – 3:56
  - Reign of Love (Guy Berryman, Jonny Buckland, Will Champion, Chris Martin) – 2:54
6. Yes (Guy Berryman, Jonny Buckland, Will Champion, Chris Martin) – 7:06
  - Yes (Guy Berryman, Jonny Buckland, Will Champion, Chris Martin) – 4:05
  - Chinese Sleep Chant (Guy Berryman, Jonny Buckland, Will Champion, Chris Martin) – 3:01 (Hidden Track)
7. Viva la Vida (Guy Berryman, Jonny Buckland, Will Champion, Chris Martin) – 4:01
8. Violet Hill (Guy Berryman, Jonny Buckland, Will Champion, Chris Martin) – 3:42
9. Strawberry Swing (Guy Berryman, Jonny Buckland, Will Champion, Chris Martin) – 4:07
10. Death and All His Friends (Guy Berryman, Jonny Buckland, Will Champion, Chris Martin) – 6:18
  - Death and All His Friends (Guy Berryman, Jonny Buckland, Will Champion, Chris Martin) – 3:30
  - The Escapist (Guy Berryman, Jonny Buckland, Will Champion, Chris Martin, Jon Hopkins) – 2:46 (Hidden Track)

### Deluxe Edition (CD 2)
- 1. Life in Technicolor II
- 2. Postcards From Far Away
- 3. Glass of Water
- 4. Rainy Day
- 5. Prospekt's March/Poppyfields
- 6. Lost+ (feat. Jay-Z)
- 7. Lovers In Japan (Osaka Sun Mix)
- 8. Now My Feet Won't Touch The Ground

### Japan Bonus
- 1. Death Will Never Conquer

### Edition Tour DVD
- 1. Violet Hill
- 2. Viva la Vida
- 3. Lost!
- 4. Lovers in Japan
- 5. Life in Technicolor II
- 6. Strawberry Swing

## Singleauskopplungen
| Jahr          | Titel            | Höchstplatzierung, Gesamtwochen, AuszeichnungChartplatzierungen (Jahr, Titel, , Platzierungen, Wochen, Auszeichnungen, Anmerkungen) | Höchstplatzierung, Gesamtwochen, AuszeichnungChartplatzierungen (Jahr, Titel, , Platzierungen, Wochen, Auszeichnungen, Anmerkungen) | Höchstplatzierung, Gesamtwochen, AuszeichnungChartplatzierungen (Jahr, Titel, , Platzierungen, Wochen, Auszeichnungen, Anmerkungen) | Höchstplatzierung, Gesamtwochen, AuszeichnungChartplatzierungen (Jahr, Titel, , Platzierungen, Wochen, Auszeichnungen, Anmerkungen) | Höchstplatzierung, Gesamtwochen, AuszeichnungChartplatzierungen (Jahr, Titel, , Platzierungen, Wochen, Auszeichnungen, Anmerkungen) | Anmerkungen                                                |
| Jahr          | Titel            | DE | AT | CH | UK | US | Anmerkungen                                                |
| ------------- | ---------------- | --- | --- | --- | --- | --- | ---------------------------------------------------------- |
| 2008          | Violet Hill      | DE10 (14 Wo.)DE | AT11 (16 Wo.)AT | CH11 (24 Wo.)CH | UK8 Silber · (16 Wo.)UK | US40 (10 Wo.)US | Erstveröffentlichung: 6. Mai 2008 Verkäufe: + 359.000      |
| 2008          | Viva la Vida     | DE5 ×3Dreifachplatin · (60 Wo.)DE                                                                                                   | AT6 (68 Wo.)AT | CH5 Platin · (… Wo.)CH | UK1 ×5Fünffachplatin · (124 Wo.)UK                                                                                                  | US1 ×5Fünffachplatin · (51 Wo.)US                                                                                                   | Erstveröffentlichung: 12. Juni 2008 Verkäufe: + 10.925.875 |
| 2008          | Lost!            | DE73 (9 Wo.)DE | AT65 (4 Wo.)AT | CH53 (12 Wo.)CH | UK54 (6 Wo.)UK | US40* (5 Wo.)US | Erstveröffentlichung: 7. November 2008 *feat. Jay-Z        |
| 2009          | Strawberry Swing | — | — | — | — | — | Erstveröffentlichung: 11. September 2009                   |
| Promo-Singles |                  | | | | | |                                                            |
|               |                  | | | | | |                                                            |
| 2008          | 42               | — | — | — | — | — | Erstveröffentlichung: 2008 Verkäufe: + 100.000             |

## Rezeption
Bei den Grammy Awards 2009 wurde das Album in der Kategorie „Bestes Rock-Album“ („Best Rock Album“) ausgezeichnet. Das gleichnamige Lied gewann in den Kategorien „Song des Jahres“ („Song of the Year“) sowie „Beste Darbietung eines Duos oder einer Gruppe mit Gesang – Pop“ („Best Pop Performance by a Duo or Group with Vocals“).

## Kommerzieller Erfolg

### Chartplatzierungen
| ChartsChartplatzierungen       | Höchstplatzierung | Wochen |
| ------------------------------ | ----------------- | ------ |
| Deutschland (GfK)              | 1 (62 Wo.)        | 62     |
| Österreich (Ö3)                | 1 (41 Wo.)        | 41     |
| Schweiz (IFPI)                 | 1 (72 Wo.)        | 72     |
| Vereinigte Staaten (Billboard) | 1 (78 Wo.)        | 78     |
| Vereinigtes Königreich (OCC)   | 1 (86 Wo.)        | 86     |

| ChartsJahrescharts (2008)      | Platzierung |
| ------------------------------ | ----------- |
| Deutschland (GfK)              | 6           |
| Österreich (Ö3)                | 8           |
| Schweiz (IFPI)                 | 4           |
| Vereinigte Staaten (Billboard) | 7           |
| Vereinigtes Königreich (OCC)   | 5           |

| ChartsJahrescharts (2009)      | Platzierung |
| ------------------------------ | ----------- |
| Deutschland (GfK)              | 49          |
| Schweiz (IFPI)                 | 45          |
| Vereinigte Staaten (Billboard) | 39          |
| Vereinigtes Königreich (OCC)   | 75          |

### Auszeichnungen für Musikverkäufe
| Land/Region                  | Auszeichnungen für Musikverkäufe (Land/Region, Auszeichnung, Verkäufe) | Verkäufe    |
| ---------------------------- | ---------------------------------------------------------------------- | ----------- |
| Argentinien (CAPIF)          | 2× Platin                                                              | 80.000      |
| Australien (ARIA)            | 4× Platin                                                              | 280.000     |
| Belgien (BRMA)               | 3× Platin                                                              | 90.000      |
| Chile (IFPI)                 | Platin                                                                 | 15.000      |
| Dänemark (IFPI)              | 5× Platin                                                              | 100.000     |
| Deutschland (BVMI)           | 7× Gold                                                                | 700.000     |
| Europa (IFPI)                | 3× Platin                                                              | (3.000.000) |
| Finnland (IFPI)              | Platin                                                                 | 21.991      |
| Frankreich (SNEP)            | Diamant                                                                | 500.000     |
| Griechenland (IFPI)          | Gold                                                                   | 7.500       |
| Hongkong (IFPI/HKRIA)        | Platin                                                                 | 20.000      |
| Irland (IRMA)                | 4× Platin                                                              | 60.000      |
| Italien (FIMI)               | 2× Platin                                                              | 100.000     |
| Japan (RIAJ)                 | Platin                                                                 | 250.000     |
| Kanada (MC)                  | 5× Platin                                                              | 400.000     |
| Kolumbien (ASINCOL)          | 3× Platin                                                              | 60.000      |
| Mexiko (AMPROFON)            | 2× Diamant · + 4× Platin                                               | 1.200.000   |
| Neuseeland (RMNZ)            | 4× Platin                                                              | 60.000      |
| Niederlande (NVPI)           | Platin                                                                 | 60.000      |
| Norwegen (IFPI)              | 3× Platin                                                              | 30.000      |
| Österreich (IFPI)            | 2× Platin                                                              | 60.000      |
| Polen (ZPAV)                 | Platin                                                                 | 20.000      |
| Portugal (AFP)               | 2× Platin                                                              | 40.000      |
| Russland (NFPF)              | Platin                                                                 | 20.000      |
| Schweden (IFPI)              | Platin                                                                 | 40.000      |
| Schweiz (IFPI)               | 3× Platin                                                              | 90.000      |
| Spanien (Promusicae)         | 2× Platin                                                              | 160.000     |
| Türkei (Mü-YAP)              | Gold                                                                   | 5.000       |
| Vereinigte Staaten (RIAA)    | 2× Platin                                                              | 2.000.000   |
| Vereinigtes Königreich (BPI) | 5× Platin                                                              | 1.500.000   |
| Insgesamt                    | 3× Gold · 70× Platin · 3× Diamant ·                                    | 7.939.491   |

Hauptartikel: Coldplay/Auszeichnungen für Musikverkäufe